# Narghilea

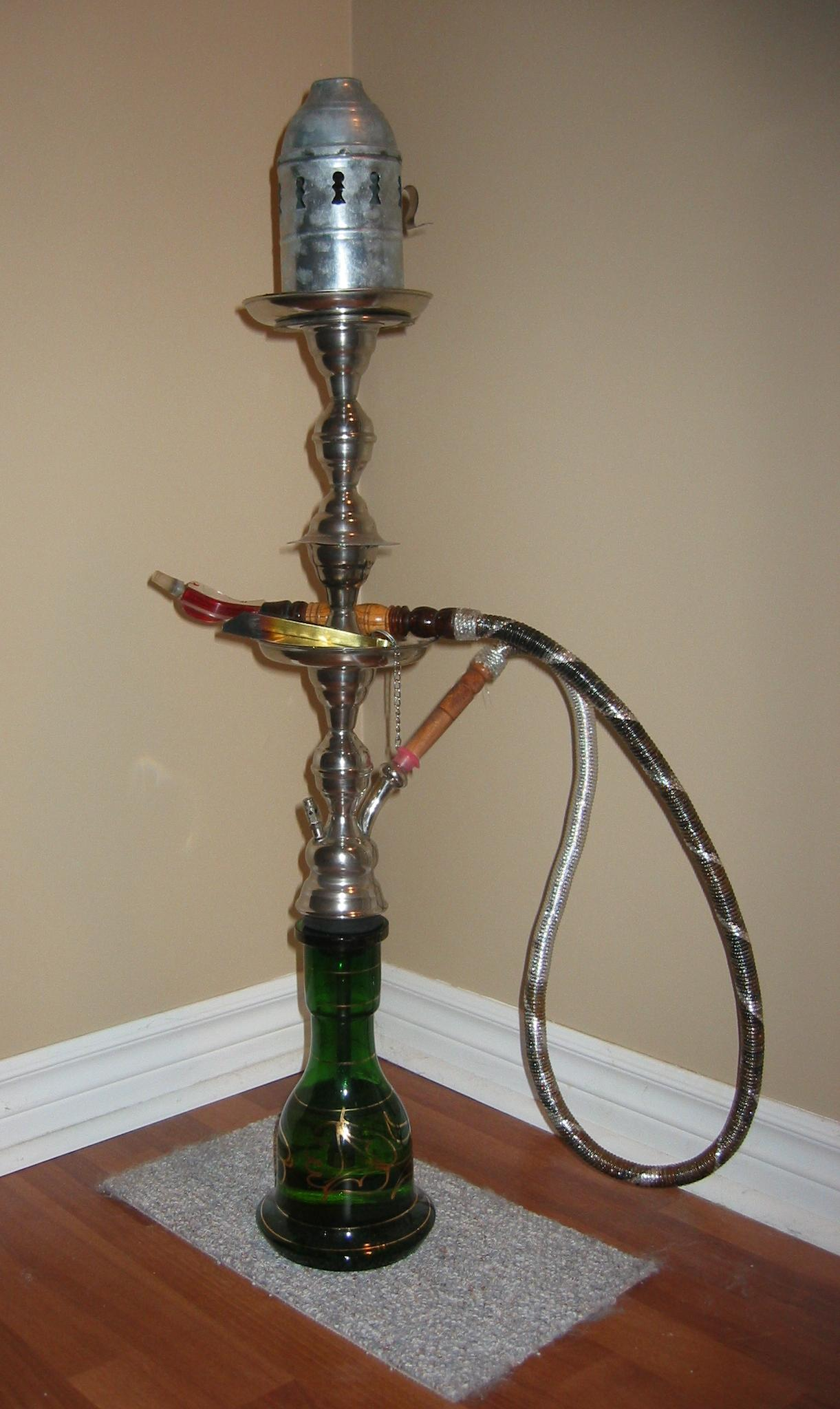
O narghilea egipteană

Narghilea - secțiune

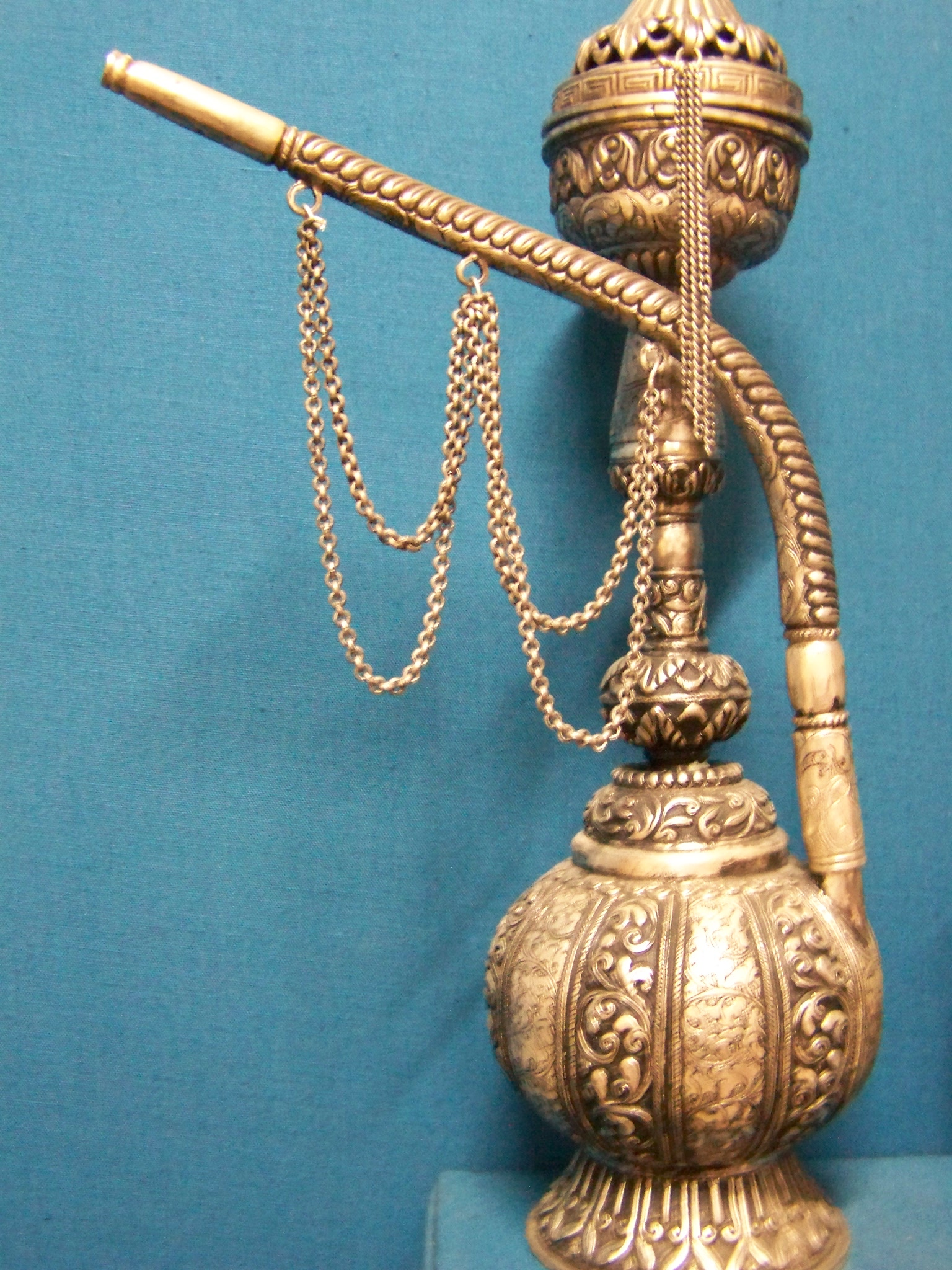
Narghilea

Narghileaua este un instrument de fumat oriental folosit în general în Orientul Mijlociu sau Africa, dar mai nou și în Europa și America. Originile sale se găsesc la granița Indiei cu Pakistanul.

## Origine
Originea narghilelei este veche de peste o mie de ani și se pierde pe tărâmurile Indiei de nord-vest la granița cu Pakistan. La început construcția narghilelei era simplă, având la bază nuca de cocos și un tub atașat acesteia. Era folosită pentru fumatul opiului și hașișului. 

## Istoric
Istoria narghilelei se continuă în Imperiul Persan care cuprindea atunci Pakistanul, Afganistanul, o mare parte din Asia Mică și câteva regiuni din nordul Africii. În această călătorie, narghileaua a căpătat savoarea dată de o specie deosebită de tutun negru iranian, cultivat și astăzi. Acest tutun este umezit și împachetat în capătul de ceramică deasupra căruia se așeză direct cărbuni pentru a oferi o aromă puternică. Narghilele create în Imperiul Persan erau confecționate manual din lemn, având diverse forme. 
Narghileaua a pătruns în Imperiul Otoman acum 500 de ani și s-a bucurat de o mare popularitate cu precădere în rândul oamenilor înstăriți și intelectualilor. Treptat, narghileaua clasică a suferit schimbări în formă și în mărime, apropiindu-se de forma existentă azi. Alama și sticla au înlocuit lemnul, iar mozaicul și pictura au devenit elemente estetice. 
O creștere în popularitate a fost cunoscută odată cu apariția cafenelelor ca locuri de întâlnire în Imperiul Otoman, acum câteva sute de ani. Umezirea și împachetarea tutunului au fost ridicate la rang de mare artă. Atingerea cărbunilor de către neinițiați era considerată lipsă de politețe. De aici, narghileaua s-a răspândit în lumea arabă, fiind foarte folosită și apreciată în state ca Egipt, Maroc, Liban, Siria, Arabia Saudită, Kuwait, Emiratele Arabe Unite.
În zilele noastre, localurile unde se fumează narghilea sunt locuri de întâlnire pentru toate categoriile sociale, locuri în care se discută evenimente moderne și politice. În Kuwait și Arabia Saudită aceste localuri sunt frecventate doar de bărbați. În alte țări musulmane narghileaua este considerată un subiect tabu. 
Tutunul folosit astăzi la narghilea este o combinație de tutun și un amestec făcut din miere și fructe uscate. Fumul este filtrat prin apă rece pentru a-i oferi consistență. Trecutul marcat de fumatul opiului și hașișului au adus o imagine negativă narghilelei din zilele noastre. Treptat, societatea acceptă narghileaua ca pe o pipă pentru tutun și nu ca un mod de a fuma droguri. Popularitatea narghilelei în Statele Unite și Europa este în continuă creștere de la introducerea sa în anii 1960, bucurându-se de o largă utilizare și în Japonia.

## Efecte asupra sănătății

### Expunerea la agenții patogeni care cauzează boli infecțioase
Când oamenii folosesc o narghilea în comun, există riscul răspândirii bolilor infecțioase, cum ar fi herpesul oral, tuberculoza, hepatita, gripa și H. pylori. Folosirea de dispozitive portabile de unică folosință poate reduce acest risc, dar nu îl elimină.

### Expunerea la substanțe chimice toxice
Fumul de narghilea conține mai multe substanțe chimice toxice. Apa nu filtrează multe dintre aceste substanțe chimice. Fumul de narghilea conține substanțe chimice toxice care provin din arderea cărbunelui, tutunului și aromelor. Fumătorii de narghilea inhalează multe substanțe chimice care pot provoca cancer, boli de inimă, boli pulmonare și alte probleme de sănătate. Aceste substanțe chimice includ nitrozamine specifice tutunului, hidrocarburi aromatice policiclice (HAP, de exemplu benzo [a] piren și antracen), aldehide volatile (de exemplu formaldehidă, acetaldehidă, acroleină), benzen, oxid de azot, metale grele (arsenic, crom, plumb) și monoxid de carbon (CO).  Fumatul în narghilea crește cantitatea de monoxid de carbon (CO) din corpul unei persoane la opt ori mai mare decât nivelul normal. În comparație cu fumatul o țigară, o singură sesiune de narghilea expune utilizatorii la mai mult monoxid de carbon și HAP, nivele similare de nicotină și niveluri mai scăzute de nitrosamine specifice tutunului. Din cauza inhalării acestor substanțe chimice, fumătorii de narghilea prezintă un risc crescut de a prezenta multe dintre aceleași probleme de sănătate ca și fumătorii de țigări.

### Efecte pe termen scurt asupra sănătății
Monoxidul de carbon (CO) din fumul de narghilea se leagă de hemoglobină din sânge pentru a forma carboxihemoglobină, ceea ce reduce cantitatea de oxigen care poate fi transportată la organe, inclusiv la nivelul creierului. Există mai multe rapoarte de caz în literatura medicală a fumătorilor de narghilea care necesită tratament în spitalele de urgență pentru simptome de otrăvire cu CO, inclusiv cefalee, greață, letargie și leșin. Acest lucru se numește uneori "boală narghilea". Fumatul în narghilea poate deteriora sistemul cardiovascular în mai multe moduri. Utilizarea sa ridică ritmul cardiac și tensiunea arterială. De asemenea, afectează controlul baroreflex (care ajută la controlul tensiunii arteriale) și funcționarea cardiac autonomă (care are multe scopuri, inclusiv controlul ritmului cardiac). Utilizarea narghilea, de asemenea, crește inflamația și dăunează funcției pulmonare și reduce capacitatea de a-și exercita funcțiile.

### Efecte pe termen lung asupra sănătății
Dovezile actuale indică faptul că narghilea poate provoca numeroase probleme de sănătate. Fumatul în fumătorii pare să crească riscul unor cancere (pulmonar, esofagian și gastric), boli pulmonare (afectarea funcției pulmonare, bronșită cronică și emfizem), boală coronariană, boală parodontală, probleme obstetricale și perinatale probleme la naștere), modificări ale laringelui și ale vocii și osteoporoză. Multe dintre studiile de până acum au limitări metodologice, cum ar fi nu măsurarea consumului de narghilea într-un mod standardizat. Sunt necesare studii mai mari, de înaltă calitate, pentru a afla mai multe despre efectele pe termen lung ale consumului de narghilea și despre expunerea la fumul de narghilea. 

### Efectele expunerii la fumul pasiv
Fumul secundar din narghilea conține cantități semnificative de monoxid de carbon, aldehide, HAP, particule ultrafine și particule în suspensie (particule suficient de mici pentru a intra în plămâni). Studiul a constatat că concentrațiile particulelor în aer ale barierelor de narghilea se încadrau în mediul nesănătoresc până la periculos, în conformitate cu standardele Agenției de Protecție a Mediului. Aerul din bara de narghilea conține, de asemenea, cantități semnificative de substanțe chimice toxice, cum ar fi: hidrocarburi aromatice, monoxid de carbon, nicotină și urme de metale. Concentrațiile în aer ale tuturor acestor substanțe toxice sunt mai mari decât în cazul țigărilor (pentru același număr de fumători pe oră). În timpul unei sesiuni tipice de o oră de narghilea, un utilizator expulzează în aer 2-10 ori cantitatea de substanțe chimice care cauzează cancer și alte substanțe chimice nocive în comparație cu un fumător de țigară. Studiile nu au examinat efectele pe termen lung asupra sănătății expunerii la fumul de narghilea, dar efectele pe termen scurt pot include simptome respiratorii cum ar fi wheezing, congestie nazală și tuse cronică. Toți angajații din barierele de zăpadă, care sunt adesea expuși la aerul toxic pentru perioade extinse de timp, pot prezenta un risc deosebit de mare de probleme de sănătate cauzate de fumul de pasiv.

### Dependența de narghilea
Fumătorii de narghilea inhalează nicotina, care este o substanță chimică de dependență. O sesiune tipică de fumat pentru narghilea oferă de 1,7 ori doza de nicotină dintr-o țigară, iar rata de absorbție a nicotinei la utilizatorii zilnici de apă este echivalentă cu cea de fumat 10 țigări pe zi. Mulți fumatori de narghilea, în special utilizatori frecvenți, au fost îndemnați să fumeze și să arate alte simptome de sevraj după ce nu fumează de ceva vreme și poate fi dificil să renunțe la aceasta. Aceste semne și simptome de dependență sunt foarte asemănătoare cu semnele de dependență de țigări. Persoanele care devin dependente de narghilea pot avea mai multe șanse să fumeze singure. Fumătorii de narghilea care sunt dependenți pot considera mai ușor să renunțe dacă au ajutor din partea unui program de consiliere pentru renunțarea la fumat.